# Hemipyrellia bougainvillia
Hemipyrellia bougainvillia är en tvåvingeart som beskrevs av Hiromu Kurahashi 1987. Hemipyrellia bougainvillia ingår i släktet Hemipyrellia och familjen spyflugor. Inga underarter finns listade i Catalogue of Life.